# Vladimír Kiseljov

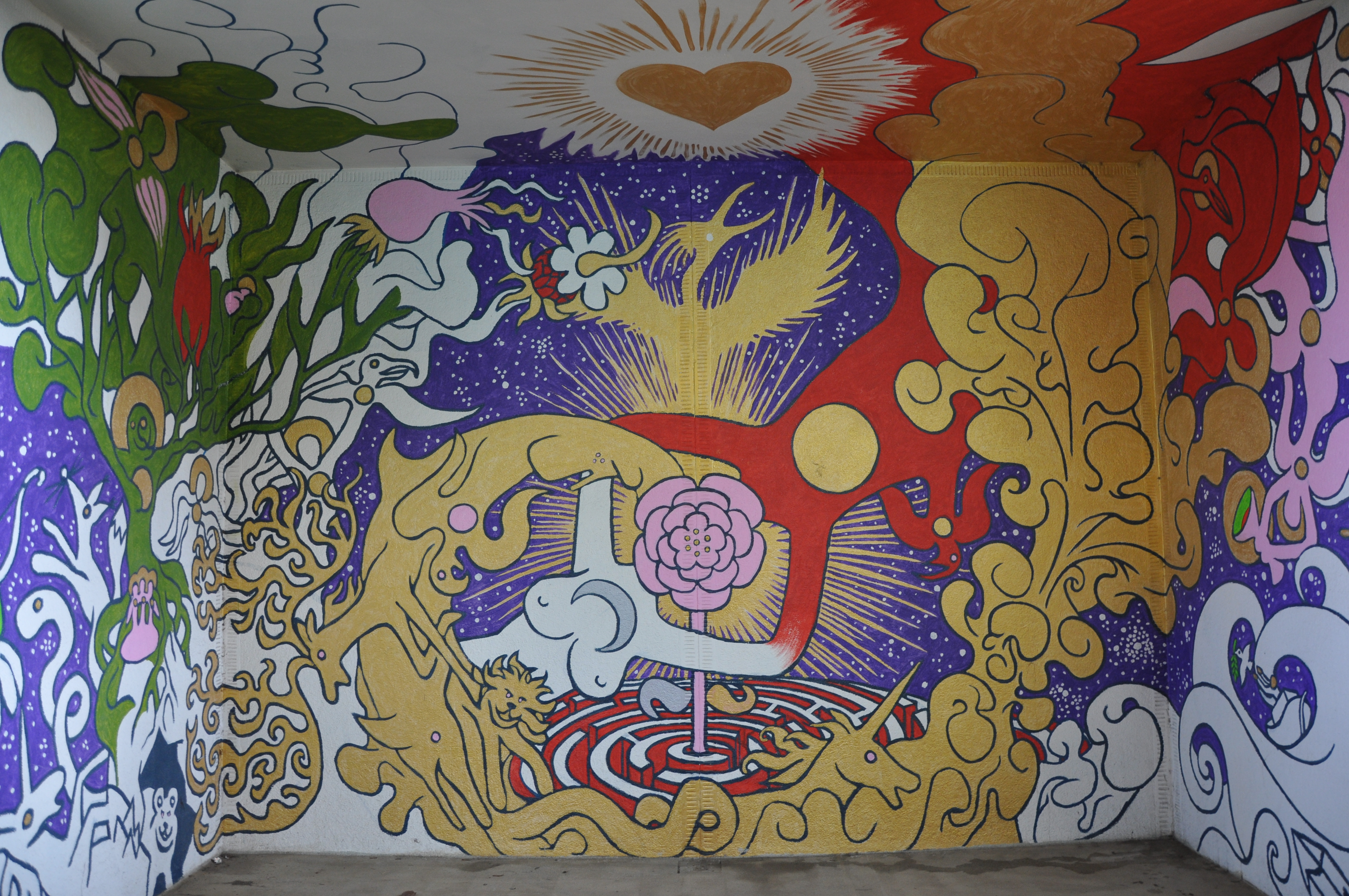
Nástěnná malba Vladimíra Kiseljova v podchodu nádraží Brno-Řečkovice.

Vladimír Kiseljov (* 27. února 1984 Boskovice) je český interdisciplinární tvůrce v oborech malby a nástěnné malby, performance, scénograf, režisér. Vytvořil a pojmenoval vlastní komplexní výtvarný směr zvaný synestetismus, ve kterém tvoří. Žije a tvoří v Praze. Jeho obrazy a nástěnné malby jsou zastoupeny ve sbírkách po celé Evropě (Berlín, Vídeň, Florencie, Kodaň, Edinburgh, Lipsko aj.).
Absolvoval Kunstuniversität Graz a SŠUŘ Brno, v roce 2006 vystudoval scénografii na Divadelní fakultě Janáčkovy akademie múzických umění v Brně. Realizoval více než 100 svých samostatných výstav obrazů (mj. Galerie kritiků v Praze, Mezinárodní výstava současného výtvarného umění Florence Biennale 2009 a 2014, v Lipsku 2011, v Zadaru v Chorvatsku 2012, v roce 2013 v Berlíně, Bayreuthu, Edinburghu ve Skotsku, Vídni, Kodani, Linzi, Mnichově aj.) 
V roce 2022 vystavoval ve Florencii v Galerii Akademie výtvarných umění, Galerii Černá labuť v Praze aj.
V roce 2023 vystavoval v Alšově Jihočeské Galerii, ve Wortnerově domě v Českých Budějovicích. Svou malířskou performance realizoval v Národní Galerii Praze, v Anežském kláštěře, na koncertě orchestru FOK.
Realizoval 9 velkých nástěnných maleb podle vlastních návrhů, malovaných naživo před publikem s hudbou jako performance (mj. největší nástěnná malba v ČR v podchodu vlakového nádraží v Tišnově (plocha 600m2 - 2015), na FF MU Brno, Orlí 1 Brno, Galerie Kritiků Praha, Vila Settemerli Florencie, aj.).
Inscenoval kompletní Slavnostní zasvěcovací mystérium Richarda Wagnera „Parsifal“ jako pohybové divadlo na nahrávku s videoprojekcemi v brněnské Redutě v roce 2008.
Jeho díla vznikají v úzkém propojení hudby, barvy a pohybu Ducha v prostoru. Zachycuje svým dílem proud energie, který pramení z jeho osobního pochopení a prožití hudby a různých mytologií, pohádek a symboliky. Snaží se svým dílem pozitivně působit na společnost a vnášet energické duchovní impulzy do všedního života svého okolí. Proto realizuje často díla ve veřejném prostoru, ať už jako nástěnnou malbu, performance nebo výstavu maleb.
Maluje obrazy inspirované výrazně klasickou hudbou (R. Wagner, L. Janáček, N. Rimský-Korsakov, L. Beethoven, A. Bruckner, T. Tallis, J. S. Bach aj.) Organizuje a vede už po workshopy – Arteterapie - malování s hudbou a archetypy, (také s Tancem v 5 rytmech s Raducou Vojáčkovou) - v Brně i Praze (KJM Brno, Janáčkovo divadlo, Knihovna Vyškov, Praha aj.) a maluje od roku 2010 obrazy naživo na koncertech cyklu staré hudby „Hudební lahůdky“ v Brně (Katedrála Petra a Pavla aj.) a Praze, při které spolupracoval s vynikajícími hudebníky jako Zsuzsi Tóth, Raphaël Collignon a Nathalie Houtman, Christian Gutiérrez, Lauren Armishaw, Sarrah L. Ridy, Barbora Sojková, Hana Blažíková, Jan Čižmář, Petr Kolař a Michael Bártek. Od roku 2013 také spolupracuje s Filharmonií Brno a od roku 2014 s Plzeňskou Filharmonií. Dvakrát také vystavoval své malby ve Wannieck Gallery (Richard Adam Gallery) v Brně (2013 a 2015 v Rámci Plesu jako Brno), kde zároveň realizoval svou malířskou performance.
V roce 2015 prezentoval svou tvorbu v rámci oficiálního programu Pražského Quadriennale, největší světové výstavy scénografie. V roce 2014 dvakrát vystupoval v přímém přenosu v České Televizi se svou živou malířskou performancí na klasickou hudbu. Jednalo se o účinkování v Tečce páteční noci 10.10. a Dobrém ránu 21.11.
V roce 2018 mu byly uděleny dvě významné ceny. Cena „Goldene W“ za uměleckou a vědeckou tvorbu na mezinárodním kongrese v Innsbrucku - a cena za interakci na mezinárodním divadelním festivale v Casablance v Maroku.
Rozhovor s Vladimírem Kiseljovem natočila a vysílala Česká Televize v pořadu GEJZÍR 21.4. 2016 - Muž, který maluje hudbu.
Dalším dokumentem o jeho životě a tvorbě je díl seriálu Babylon, dokument České televize s premiérou 24.4. 2021.
Od roku 2019 opakovaně vyučuje dějiny umění na Pražské konzervatoři a v Městské knihovně v Praze.
V roce 2008 inscenoval jako režisér, dramaturg a scénograf Brněnskou premiéru pětihodinového Parsifala Richarda Wagnera v divadle Reduta ND Brno. Jako scénograf vytvořil mj. Inscenaci opery Josepha Haydna Svět na měsíci, Tartuffa J. B. Moliéra, několik svých samostatných výtvarných scénických performancí s hudbou - mj. na hudbu 4. věty 9. Symfonie A. Brucknera aj. V roce 2013 inscenoval jako režisér, scénograf, autor kostýmů, projekcí a choreografie velmi úspěšnou světovou premiéru muzikálu „Píseň písní“ Petra Jiříčka ve Smetanově domě v Litomyšli. 
Jako režisér, scénograf, producent a autor kostýmů vytvořil v roce 2023 interdisciplinární divadelní představení "Chymická svatba Christiana Rosenkreutze". Premiéra byla 9.6. 2023 v divadelním sále ve Vodárenské věži Letná, Praha 7. Další provedení budou následovat v divadlech v Hradci Králové, Českých Budějovicích, Brně a Ostravě.

Je presidentem Sdružení Richarda Wagnera v Brně o.s., absolvoval stipendia na Wagnerovských Bayreuther Festspiele (2004 a 2010) a na Kunstuniverstaet Graz (2006/2007), reprezentoval Brno na mezinárodních odborných Wagnerovských kongresech v Drážďanech (2009) a ve Stralsundu (2010), Wroclavi (2011), Praze (2012)), Lipsku (2013),  Grazu (2014) a Dessau (2015).
5.12. 2013 měla v Besedním domě v Brně křest jeho kniha „Mysteria Richarda Wagnera v obrazech“ s 31 barevnými reprodukcemi maleb Vladimíra Kiseljova. Kiseljov je také autorem textu této knihy s výkladem Wagnerových děl z hlediska duchovního, symboliky, mytologie, Tarotu - a také jeho spojitostem s buddhismem, křesťanstvím, zednářstvím aj. Kniha je k dostání v nakladatelství Magda Pavla Pražáka v Brně a na Kosmasu. V roce 2013 napsal  libretto nové opery "Bábel" pro skladatelku Zuzanu Michlerovou, která bude mít roce premiéru v Mnichově. V inscenaci dělá také režii, scénu, kostýmy a projekce. V roce 2014 vyšla kniha Martina Fryče „Současné umění očima Martina Fryče“, ve které je reprezentativně textem i fotografiemi maleb zastoupena i jeho tvorba.
V červnu roku 2019 vyšla jeho další kniha - "Mystéria vepsaná ve tvářích" s jeho malbami jeho oblíbených skladatelů, básníků a filosofů. Publikace měla křest na přednášce v Městské knihovně Praha 20.6. 2019- a je také k dostání na Kosmasu.cz.
Výstavy mu kurátorsky uvádějí Martin Dostál, Mgr. Vlasta Čiháková Noshiro Ph.D., Aleš Seifert, Alena Ochepovsky Bartková, Jiří Tichý a další.